# 部活動における事件・事故一覧
本項、部活動における事件・事故一覧では、部活動中に発生した、もしくは部活動に起因した事件ないし事故をまとめる。日本国内のものを扱い、大学は除く。なお、すべての事件・事故を列挙しているわけではない。

## 一覧
発生した日時が古いものから挙げる。
| 学校名                       | 年月日                      | 概要 | 脚注          |
| ---------------------------- | --------------------------- | --- | ------------- |
| 和歌山県立和歌山中学校       | 1940年                      | 和歌山中学漕艇部遭難事故を参照。 |               |
| 岐阜県立中津商業高等学校     | 1985年                      | 中津商業高校体罰自殺事件を参照。 |               |
| PL学園高等学校               | 1986年                      | PL学園高校野球部いじめ死亡事件を参照。 |               |
| 埼玉県立上尾東高等学校       | 1992年                      | ハンマー投げの練習で他の部員に当たり死亡した。 | [ 1 ]         |
| 新庄市立明倫中学校           | 1993年                      | 山形マット死事件を参照。 |               |
| 土佐高等学校                 | 1996年                      | 土佐高校サッカー落雷事故を参照。 |               |
| 高砂市立竜山中学校           | 1998年                      | 高砂市立竜山中学校#事件・訴訟を参照。 |               |
| 岡山県の公立高校             | 2000年6月21日               | 岡山金属バット母親殺害事件を参照。 |               |
| 須賀川市立第一中学校         | 2003年                      | 須賀川市第一中学柔道部暴行傷害事件を参照。 |               |
| 育英高等学校                 | 2004年5月12日               | 柔道部顧問が練習方法をめぐる意見の食い違いから激昂し、生徒の顔面を殴り顔面骨折させた。 | [ 2 ]         |
| 育英高等学校                 | 2004年9月1日                | 軟式野球部内で部員が同級生部員に暴行し、上級生部員4人が加わった集団暴行に発展した。 | [ 3 ] [ 4 ]   |
| 横浜市立奈良中学校           | 2004年12月24日              | 横浜市奈良中学柔道部暴行事件を参照。 |               |
| 長野県丸子修学館高等学校     | 2005年                      | 丸子実業高校バレーボール部員自殺事件を参照。 |               |
| おかやま山陽高等学校         | 2005年6月上旬               | 野球部監督が部員に対して暴行を働いていた他、全裸でのランニングを強要した。 | [ 5 ]         |
| 育英高等学校                 | 2006年5月20日               | 野球部顧問が練習中の態度が悪いことに腹を立てて部員の頭を殴った。 | [ 6 ]         |
| 育英高等学校                 | 2006年6月19日               | 野球部員が練習を終えて帰宅途中に女子中学生をトイレに連れ込み、わいせつ行為をした。 | [ 7 ]         |
| 山梨県立高校                 | 2007年                      | 吹奏楽部の外部指導者(山梨交響楽団のフルート奏者)が、複数の女子部員に手をだしていた事件。加害者は1998年〜2007年2月まで外部指導者を務め、同部の運営を全て任されていた。2007年6月に被害届がだされ、同年8月10日に逮捕。 | [ 8 ]         |
| 兵庫県立龍野高等学校         | 2007年5月                   | 龍野高校テニス部熱中症重度障害事件を参照。 |               |
| PL学園高等学校               | 2007年9月1日                | PL学園野球部心臓震盪死亡事件を参照。 |               |
| 大分県立竹田高等学校         | 2009年8月22日               | 熱中症による異常行動が見られた剣道部主将に顧問が暴行を繰り返し、その後生徒は死亡した。 | [ 9 ]         |
| 徳島県立阿波西高等学校       | 2011年6月6日                | 阿波西高校野球部熱中症死亡事件を参照。 |               |
| 愛知県立刈谷工業高等学校     | 2011年6月9日                | 刈谷工業高校野球部体罰自殺事件を参照。 |               |
| 育英高等学校                 | 2011年7月27日               | バスケットボール部の部室及び体育館での火災に関連して、運動部寮や運動部上級生宅などで喫煙していた部の生徒を証拠がないまま放火の犯人と断定し、運動部顧問含む3名の教諭が自主退学を迫った。                             | [ 10 ] [ 11 ] |
| 青森山田中学高等学校         | 2011年12月18日              | 青森山田高校野球部寮内死亡事件を参照。 |               |
| 作新学院高等学校             | 2012年7月12日               | 作新学院高校硬式野球部わいせつ事件#2012年の事件を参照。 |               |
| 岡山県立岡山操山高等学校     | 2012年7月25日               | 岡山操山高校野球部マネージャー自殺事件を参照。 |               |
| 新潟県立新津高等学校         | 2012年7月29日               | 新津高校野球部熱中症死亡事件を参照。 |               |
| 新潟県立高田高等学校         | 2012年8月                   | 高田高校ラグビー部生徒自殺事件を参照。 |               |
| 大阪府立桜宮高等学校         | 2012年12月に自殺            | 桜宮高校バスケットボール部体罰自殺事件を参照。 |               |
| 神奈川県立追浜高等学校       | 2013年2月                   | 追浜高校バドミントン部生徒死亡事件を参照。 |               |
| PL学園高等学校               | 2013年2月23日               | PL学園高校野球部集団暴行事件を参照。 |               |
| 北海道札幌東陵高等学校       | 2013年3月                   | 札幌東陵高校吹奏楽部自殺事件を参照。 |               |
| 箕面自由学園高等学校         | 2013年8月                   | 箕面自由学園アメフト部熱中症死亡事件を参照。 |               |
| 誠信高等学校                 | 2014年8月                   | 誠信高校野球部落雷死亡事件を参照。 |               |
| 桐蔭学園高等学校             | 2015年8月                   | 桐蔭学園高校柔道部熱中症死亡事件を参照。 |               |
| 岩手県立花巻南高等学校       | 2016年                      | 野球部でのいじめ疑惑があった。 | [ 12 ]        |
| 栃木県内の高校7校            | 2017年                      | 那須雪崩事故を参照。 |               |
| 加茂暁星高等学校             | 2017年                      | 加茂暁星高校野球部マネージャー死亡事件を参照。 |               |
| 日本大学豊山高等学校         | 2017年                      | 日本大学豊山高校登山滑落死亡事件を参照。 |               |
| 群馬県立藤岡中央高等学校     | 2017年12月20日              | 藤岡中央高校ハンマー投げ死亡事件を参照。 |               |
| 延岡学園高等学校             | 2018年6月17日               | 延岡学園高校バスケットボール部審判員暴行事件を参照。 |               |
| 岩手県立不来方高等学校       | 2018年7月                   | 不来方高校バレーボール部自殺事件を参照。 |               |
| 柏市立柏高等学校             | 2018年12月                  | 柏高校吹奏楽部自殺事件を参照。 |               |
| 宝塚市の市立中学校           | 2019年6月                   | 顧問からの「叱責」の後、吹奏楽部の女子部員が校舎4階から飛び降り自殺を図った。 | [ 13 ] [ 14 ] |
| 博多高等学校                 | 2020年8月                   | 博多高校剣道部自殺事件を参照。 |               |
| 宝塚市立長尾中学校           | 2020年9月                   | 柔道部員2人への顧問による暴行・傷害事件。被害生徒2人は入部してすぐの柔道未経験者であったが、激高していた顧問は技を繰り返しかけた。気絶してもなお技をかけ続け、翌月に傷害罪で逮捕された。                            | [ 15 ] [ 16 ] |
| 大阪偕成学園高校             | 2021年8月に加害コーチが逮捕 | 野球部コーチによる部員への強制わいせつ。複数人が性的暴行の被害にあい、そのうちの1人は心的外傷後ストレス障害（PTSD）を発症している。                                                                                 | [ 17 ] [ 18 ] |
| 聖カタリナ学園高等学校       | 2021年11月 2022年5月        | 聖カタリナ学園高等学校#硬式野球部寮での暴行事案を参照。 |               |
| 秀岳館高等学校               | 2022年                      | サッカー部コーチが部員を暴行する映像が拡散された。 | [ 19 ]        |
| 木更津総合高等学校           | 2022年9月に報道             | 木更津総合高等学校#サッカー部でパワハラを参照。 |               |
| 姫路女学院高等学校           | 2022年9月                   | 女子ソフトボール部顧問が部員に暴行し、顎が外れるなどの重傷を負った。被害生徒は精神的ショックから不登校になり翌月には転校した。                                                                                      | [ 20 ]        |
| 和歌山県立和歌山商業高等学校 | 2022年10月                  | 和歌山県立和歌山商業高等学校#野球部での体罰事件を参照。 |               |
| 船橋市立船橋高等学校         | 2022年11月                  | 船橋市立船橋高等学校#バレーボール部での暴行事件を参照。 | [ 21 ]        |
| 埼玉栄高等学校               | 2024年11月16日              | 鍵の管理に不備のあったサッカー部所有のグラウンド整備車両に寮を抜け出した他の運動部の生徒4人が無断で乗車し、横転した際に一人が車と地面に挟まれ、救急搬送された後に死亡が確認された。                                 | [ 22 ] [ 23 ] |
| 広陵高等学校                 | 2025年1月22日               | 複数の硬式野球部員が寮での禁止行為を行った同部の下級生に対し、指導として暴力行為に及んだ。 | [ 24 ] [ 25 ] |

## 参考資料
- 西山豊. “学校関係の事故・事件（記事、資料）”. 2023年12月6日閲覧。
- 西山豊. “【部活】吹奏楽部　事故・事件”. 2023年12月6日閲覧。
- 西山豊. “【部活】熱中症による死亡事故”. 2023年12月6日閲覧。
- 西山豊. “【部活】ハンマー投げによる死亡・障害”. 2023年12月6日閲覧。
- 西山豊. “【部活】落雷による死亡・障害　”. 2023年12月6日閲覧。
- 西山豊. “【部活】チアリーディングによる障害　”. 2023年12月6日閲覧。